# Centro Excursionista de la Comarca de Bages

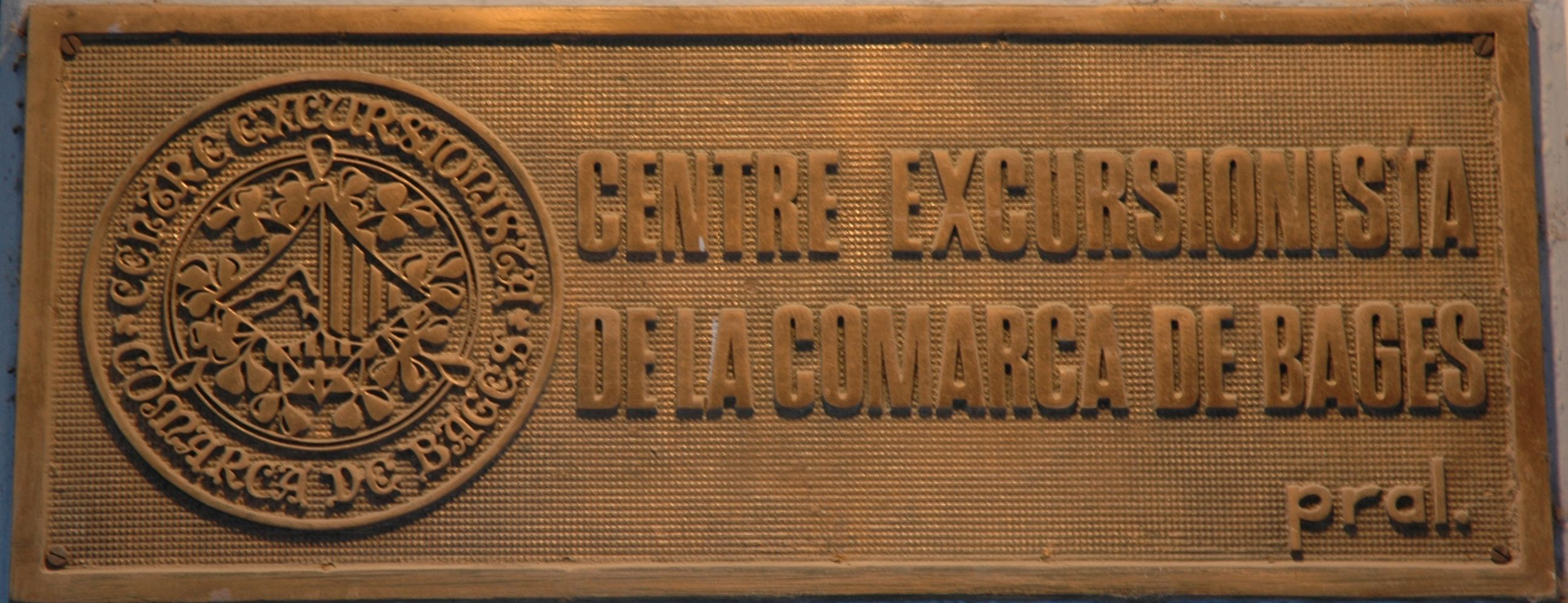
Placa en la entrada de la entidad.

El Centro Excursionista de la Comarca de Bages es una entidad excursionista, deportiva y cultural manresana que fue fundada en el año 1905, siendo, después del Centro Excursionista de Cataluña , la más antigua del estado español.

## Historia
La entidad la constituyeron una serie de prohombres, de Manresa y Comarca, que destacaban en los diferentes campos de la cultura y las artes, y entre los que habría que mencionar a Leonci Soler i March, Mn. Josep Guitart, Joaquim Amat, Josep Esteve i Seguí, Oleguer Miró i Borràs, Ignasi Oms i Ponsa, Joaquim Sarret i Arbós, Pius Font i Quer , y muchos otros. En el Centro se iniciaron, y encontraron acogida, todas las iniciativas, o aquellos acontecimientos, que se han convertido trascendentales en el desarrollo sociocultural de la ciudad de Manresa y Comarca. Se iniciaron las primeras colecciones y archivos sobre aspectos importantes de la historia de Manresa, de la ciencia y las costumbres, que permitirían, años más tarde, formar el Museo Comarcal de Manresa. Igualmente se hizo la actividad fotográfica o, más adelante, la naciente experiencia cinematográfica. La formación de una interesante biblioteca o la edición de libros que es, hasta nuestros días, una actividad que no se abandona. Pero también se destacaría en otros campos, como en los deportes dando cuerpo a las primeras actividades atléticas, construyendo el primer campo para este deporte y organizando las primeras carreras locales y comarcales.

## Actividades
El Centro hizo las primeras actividades de escalada, de espeleología, de esquí, al tiempo que se hacían iniciativas para establecer un lugar de recogida de datos meteorológicos estable, se realizaban las primeras excavaciones arqueológicas, se realizaban estudios sobre música popular, danza, o la delimitación de la Comarca de Bages, con una guía itinerari. Este interés generalizado por todo lo que representaba una aportación en la cultura, social o deportiva, de la Comarca, lo que hizo posible la constitución de actividades pioneras en todos los órdenes, o el apoyo y la ayuda en otros, como se demuestra con la colaboración en la fundación de una emisora local, de un centro de natación, o de un instituto de enseñanza. Conferencias, cursos, charlas, proyectos de todo tipo, encontraron, en el Centro, gente y medios para desarrollarse, o el apoyo que las hizo posible. Por la Entidad pasó gente de todo tipo, y así lo quedó documentado en el «Libro de honor del Centro», con las firmas de personalidades como las del científico Ignasi Puig i Simon, del lingüista Pompeu Fabra, del geógrafo Pau Vila, del presidente del Centro du Languedoc-Montpellier, del de la Institución Geográfica Alpina de Grenoble, del maestro Josep Albagés, del historiador Antoni Jutglar, de artistas como Josep Maria Subirachs, o de alpinistas de renombre como los catalanes Anglada y Pons o de otros países, como Kurt Demberger.

## Secciones

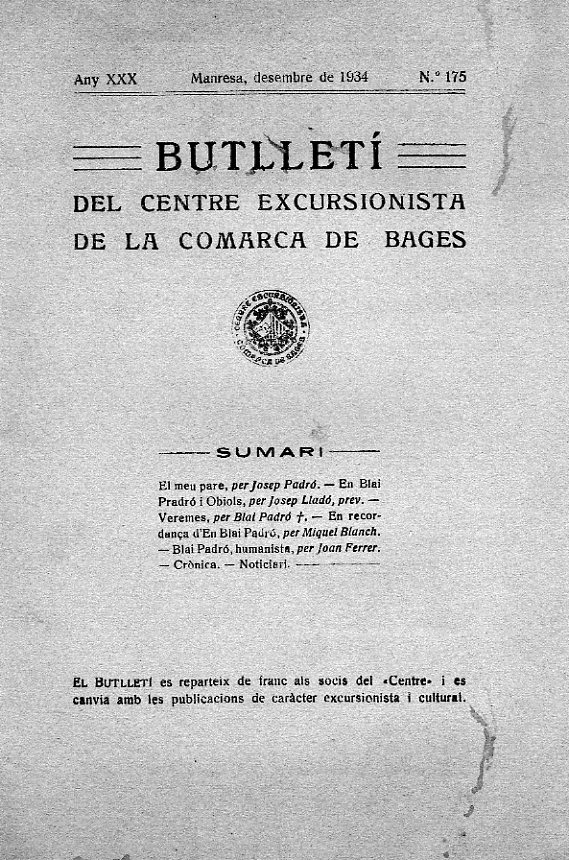
Boletín del Centro Excursionista de la Comarca de Bages n.º175, año 1934.

Secciones activas en el Centro:
- Estudios
- Biblioteca
- Coral Eswèrtia
- Montaña
- Esquí
- Espeleología
- Piragüismo
- Submarinismo
- Parapente
- Windsurf
- Fotografóa
- Cinema amateur
- Refugio Bages

## Presidentes
- Josep Esteve Seguí 1905-1907

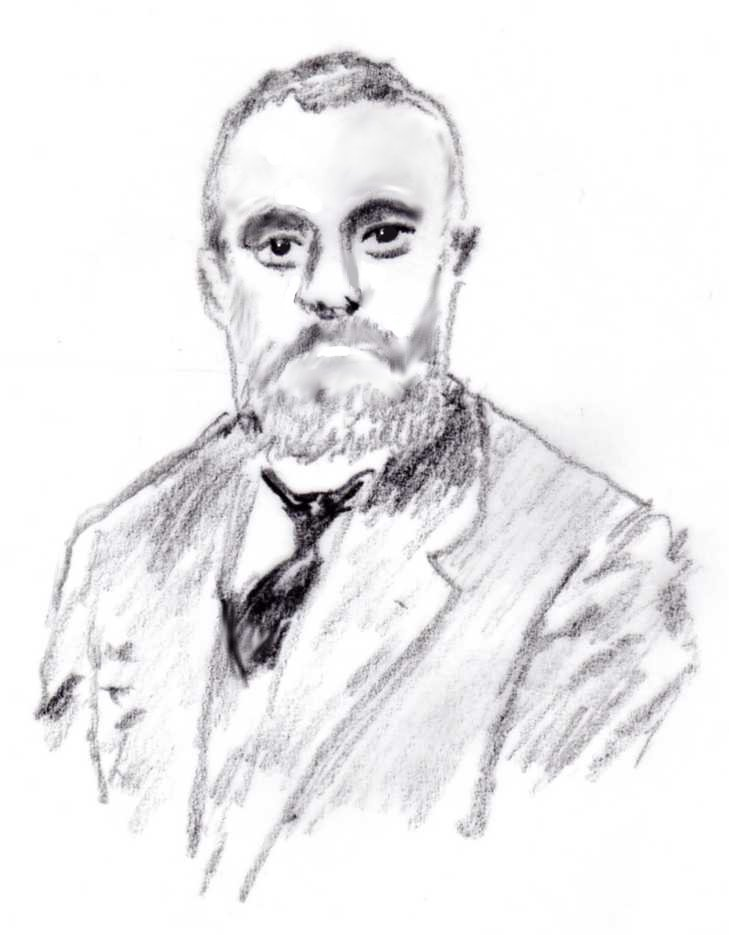
Joaquim Sarret i Arbós, Presidente del Centro 1908-1909.

- Joaquim Sarret i Arbós 1908 - 1909
- Oleguer Miró i Borràs 1910-1913
- Narcís Martrús Nadal 1914- 1915
- Pere Alier Bonet 1916-1917
- Mn. Josep Guitart Santasusana 1918-1921
- Oleguer Miró i Borràs 1922-1923
- Josep Arola Sala 1924- 1930
- Josep Albagés Ventura 1931-1933
- Antoni Muset Ferrer 1934-1937
- Miquel Vidal Bonastre 1939-1942
- Antoni Muset Ferrer 1943-1945
- Joan Torres Puig 1946-1948
- Ricard Cucurella i Serra 1949-1954
- Pere Jorba Puigsubirà 1955-1963
- Francesc Jorba Soler 1964-1966
- Ramon Salisi Bonastre 1967-1970
- Antoni Bahí Alburquerque 1971-1974
- Emili Martínez Ballester 1975-1979
- Josep Mº Sitges Molins 1980-1984
- Amand Redondo Arola 1984-1991
- Josep Sala Francàs 1991-1997
- Melcior Serra Singla 1997-2008